# Lista över handelshögskolor i Norden
Detta är en lista över handels- och ekonomihögskolor i Norden.

## Danmark
- Copenhagen Business School, Köpenhamn, grundad år 1917[1]
- Handelshøjskolen i Århus, del av Århus universitet, grundad år 1939[2]

## Finland
- Aalto-universitetets handelshögskola, numera en del av Aalto-universitetet, grundad år 1911[3]
- Svenska handelshögskolan, campus i Helsingfors grundat år 1909 och i Vasa grundat år 1980[4]
- Åbo handelshögskola, numera en del av Åbo universitet, grundad år 1950[5]
- Handelshögskolan vid Åbo Akademi, del av Åbo Akademi, grundad år 1927[6]

## Norge
- BI Norwegian School of management, Oslo, grundad år 1943[7]
- Norges Handelshøyskole, Bergen, grundad år 1936[8]

## Sverige
- Företagsekonomiska institutionen vid Stockholms universitet, del av Stockholms universitet
- Handelshögskolan vid Karlstads universitet, del av Karlstads universitet
- Företagsekonomiska institutionen vid Uppsala Universitet
- Ekonomihögskolan vid Linnéuniversitetet, del av Linnéuniversitetet
- Ekonomihögskolan i Lund, del av Lunds universitet grundad år 1961[9]
- Ekonomihögskolan vid Mälardalens högskola, del av Mälardalens högskola
- Handelshögskolan i Stockholm, privat högskola i Stockholm, grundad 1909, Sveriges första handelshögskola
- Handelshögskolan vid Göteborgs universitet, del av Göteborgs universitet, grundad år 1923[10]
- Handelshögskolan vid Örebro universitet, del av Örebro universitet
- Handelshögskolan vid Umeå universitet, del av Umeå universitet, grundad år 1989[11]
- Internationella Handelshögskolan i Jönköping, del av Högskolan i Jönköping, grundad år 1994[12]

Utbildningen leder till ekonomie kandidatexamen efter sex terminer.